# Julien Andavo Mbia
Julien Andavo Bule Ahuba Mbia (* 5. September 1950 in Liago; † 14. Juli 2024 in Durba) war ein kongolesischer Geistlicher und römisch-katholischer Bischof von Isiro-Niangara.

## Leben
Andavo wurde in Liago im Territorium Faradje in der heutigen Provinz Ober-Uelle im damaligen Belgisch Kongo geboren. Sein Lebenslauf wurde durch Einflüsse von Rebellen stark geprägt. So musste er wegen der kommunistisch-muleleistischen Rebellion im Ostkongo 1964 die 6. Primarklasse für ein Jahr unterbrechen. Nach dem Besuch des Knabenseminars in Rungu studierte er von 1972 bis 1975 Philosophie am Priesterseminar in Muresha bei Bukavu, anschließend am gleichen Ort drei Jahre Theologie. 
Die Beauftragung zum Lektor erhielt er 1976 am Knabenseminar in Rungu und die zum Akolythen im Folgejahr in der Pfarrei Heiliger Karl Luanga in Gombari. 1978 empfing er die Diakonenweihe und war in der Pfarrei von Nyakasanza im Bistum Bunia tätig. Am 26. August 1979 empfing er in Faradje das Sakrament der Priesterweihe für das Bistum Isiro-Niangara.
In der Pfarrei St. Paulus in Makoro wirkte er 1980/81 als Vikar, die nächsten drei Jahre als Ökonom an der katholischen Fakultät von Kinshasa, an der er 1982 das Lizenziat erwarb. Anschließend studierte er in Freiburg im Üechtland, wo er 1995 promoviert wurde. Bis 2001 war er Professor am interdiözesanen Priesterseminar St. Cyprien in Bunia und anschließend bis 2003 Prorektor und Rektor am interdiözesanen Priesterseminar St. Augustin in Kisangani.
Papst Johannes Paul II. ernannte ihn am 1. Februar 2003 zum Bischof von Isiro-Niangara. Die Bischofsweihe spendete ihm der Erzbischof von Kinshasa, Frédéric Kardinal Etsou-Nzabi-Bamungwabi CICM, am 19. März desselben Jahres unter freiem Himmel in Isiro. Mitkonsekratoren waren der Apostolische Nuntius in der Demokratischen Republik Kongo, Erzbischof Giovanni d’Aniello, und der Erzbischof von Kisangani, Laurent Monsengwo Pasinya.